# МКС-57
МКС-57 — пятьдесят седьмая долговременная экспедиция Международной космической станции (МКС). Начало экспедиции — это момент отстыковки от станции корабля «Союз МС-08» 4 октября 2018 года, 07:57 UTC. В состав экспедиции вошёл экипаж корабля «Союз МС-09» из 3 человек, ранее прибывших на станцию и работавших в предыдущей экспедиции МКС-56. Экспедиция 3 декабря 2018 года пополнилась экипажем космического корабля «Союз МС-11».
Планировалось, что экспедиция пополнится экипажем космического корабля «Союз МС-10» (в составе Алексея Овчинина и Тайлера Хейга), который стартовал с космодрома Байконур 11 октября 2018 года. Но при пуске ракеты-носителя «Союз-ФГ» с ТПК «Союз МС-10» произошла нештатная ситуация, сработала система аварийной защиты и космонавты совершили аварийную посадку.
Завершилась экспедиция в момент отстыковки от станции корабля «Союз МС-09» 20 декабря 2018 года, 01:40 UTC. В этот момент экипаж пилотируемого корабля миссии «Союз МС-11» начал работу экспедиции МКС-58.

## Экипаж
| Должность     | Первая часть (с 4 октября по 3 декабря 2018) | Вторая часть (с 3 по 20 декабря 2018 года) | № полёта | Корабль доставки |
| ------------- | -------------------------------------------- | ------------------------------------------ | -------- | ---------------- |
| Командир      | Александр Герст, ЕКА                         | Александр Герст, ЕКА                       | 2        | Союз МС-09       |
| Бортинженер-1 | Сергей Прокопьев, Роскосмос                  | Сергей Прокопьев, Роскосмос                | 1        | Союз МС-09       |
| Бортинженер-2 | Серена Ауньон, НАСА                          | Серена Ауньон, НАСА                        | 1        | Союз МС-09       |
| Бортинженер-3 |                                              | Олег Кононенко, Роскосмос                  | 4        | Союз МС-11       |
| Бортинженер-4 |                                              | Давид Сен-Жак, ККА                         | 1        | Союз МС-11       |
| Бортинженер-5 |                                              | Энн Макклейн, НАСА                         | 1        | Союз МС-11       |

## Основные задачи экспедиции
- загрузка и расстыковка корабля «HTV-7» от Node2 надир (7 ноября 2018);
- стыковка корабля «Прогресс МС-10» к модулю «Звезда» (18 ноября 2018) и его разгрузка;
- стыковка корабля Cygnus CRS NG-10 к Node1 надир (19 ноября 2018) и его разгрузка;
- стыковка корабля Союз МС-11 с тремя членами экипажа экспедиции МКС-57/58 (3 декабря 2018);
- стыковка корабля SpaceX CRS-16 к Node2 надир (8 декабря 2018) и его разгрузка;
- поддержание работоспособности станции;
- выполнение программы научно-прикладных исследований и экспериментов;
- проведение бортовых фото-, видеосъёмок хроники полёта МКС и работ по программе символической деятельности;
- обслуживание операций по загрузке и расстыковке корабля «Союз МС-09» от малого исследовательского модуля «Рассвет» (МИМ1) (возвращение трех членов экипажа экспедиции МКС-56/57).

В связи с аварийным запуском космического корабля «Союз МС-10» изначально запланированные задачи экспедиции были пересмотрены.

## Ход экспедиции

### Выход в открытый космос
- 11 декабря 2018 года,  Сергей Прокопьев и  Олег Кононенко, из модуля Пирс, длительность 7 часов 45 минут[1], внеплановый выход для исследования отверстия в бытовом отсеке корабля Союз МС-09, ранее приведшее к утечке воздуха на МКС[2].

### Принятые грузовые корабли
1. Прогресс МС-10, запуск 16 ноября 2018 года, стыковка 18 ноября 2018 года.
2. Cygnus CRS NG-10, запуск 17 ноября 2018 года, стыковка 19 ноября 2018 года.
3. SpaceX CRS-16, запуск 5 декабря 2018 года, стыковка 8 декабря 2018 года.

### Аварийный запуск к МКС
- Союз МС-10, запуск 11 октября 2018 года.